# Paraclinus monophthalmus
Paraclinus monophthalmus е вид лъчеперка от семейство Labrisomidae.

## Разпространение
Видът е разпространен в Коста Рика, Никарагуа, Панама, Салвадор и Хондурас.